# Список ссавців, які вимерли після 1500 року
Багато доісторичних ссавців нині вимерли, див., наприклад Мегафауна. Також див. список доісторичних ссавців.
Це неповний список ссавців, що вимерли у наш час. Вказані їх дати зникнення і колишній ареал. Список містить роди, види і підвиди, які вимерли після 1500 року н. е., який умовно вважається початком «сучасності» Міжнародним союзом охорони природи. Багато з цих тварин вимерли в результаті полювання, промислового або спортивного, або через руйнування місць існування.

## Сумчасті
| Українська назва                 | Латинська назва         | Вимер   | Ареал               |
| -------------------------------- | ----------------------- | ------- | ------------------- |
| Карликовий короткомордий кенгуру | Bettongia pusilla       | 1500-ті | Австралія           |
| Широкоголовий кенгуру            | Potorous platyops       | 1875    | Австралія           |
| Довговухий кенгуру               | Lagorchestes leporides  | 1890    | Австралія           |
| Малий заячий кенгуру             | Lagorchestes asomatus   | 1932    | Австралія           |
| Гологрудий кенгуру               | Caloprymnus campestris  | 1935    | Австралія           |
| Сумчастий вовк                   | Thylacinus cynocephalus | 1936    | Тасманія, Австралія |
| Кенгуру Грея                     | Macropus greyi          | 1937    | Австралія           |
| Пустельний бандикут              | Perameles eremiana      | 1950-ті | Австралія           |
| Малий кролячий бандикут          | Macrotis leucura        | 1960-ті | Австралія           |
| Свиноногий бандикут              | Chaeropus ecaudatus     | 1950-ті | Австралія           |
| Напівлунний кенгуру              | Onychogalea lunata      | 1950-ті | Австралія           |
| Червоночеревий граціозний опосум | Cryptonanus ignitus     | 1962    | Аргентина           |

## Сирени
| Українська назва  | Латинська назва    | Вимер | Ареал                |
| ----------------- | ------------------ | ----- | -------------------- |
| Стеллерова корова | Hydrodamalis gigas | 1768  | Командорські острови |

## Гризуни
| Українська назва                     | Латинська назва                   | Вимер     | Ареал                            |
| ------------------------------------ | --------------------------------- | --------- | -------------------------------- |
| Східний печерний пацюк               | Boromys offella                   | 1500-ті   | Куба                             |
| Печерний пацюк Toppe                 | Boromys torrei                    | 1500-ті   | Куба                             |
| Гаїтянський гексолободон             | Hexolobodon phenax                | 1500-ті   | Гаїті                            |
| Вузькоколобий ізоболодон             | Isolobodon montanus               | ?         | Гаїті                            |
| Віскаші південноперуанський          | Lagostomus crassus                | ?         | Перу                             |
| Галапагоський гігантський пацюк      | Megaoryzomys curioi               | ?         | Галапагоські острови             |
| Гаїтянський бротоміс                 | Brotomys voratus                  | ~1546     | Гаїті                            |
| Пуерториканська хутія                | Isolobodon portoricensis          | 1525      | Гаїті                            |
| Великовуха тушканчикова миша         | Notomys macrotis                  | 1843      | Австралія                        |
| Дарлінгдаунська миша                 | Notomys mordax                    | 1840-ті   | Австралія                        |
| Білоногий кролячий пацюк             | Conilurus albipes                 | 1860-1862 | Австралія                        |
| Сент-люсійський хом'як               | Megalomys luciae                  | 1881      | Сент-Люсія                       |
| Короткохвоста тушканчикова миша      | Notomys amplus                    | 1896      | Австралія                        |
| Рисовий хом'як Нельсона              | Oryzomys nelsoni                  | 1897      | острови Марії                    |
| Гуадалканальський лускохвостий пацюк | Uromys porculus                   | 1899      | Соломонові острови               |
| Довгохвоста тушканчикова миша        | Notomys longicaudatus             | 1901      | Австралія                        |
| Антильський хом'як                   | Megalomys desmarestii             | 1897      | Мартиніка                        |
| Бульдоговий пацюк                    | Rattus nativitatis                | 1903      | острів Різдва (Індійський океан) |
| Пацюк Маклеара                       | Rattus macleari                   | 1903      | острів Різдва (Індійський океан) |
| Сент-Кілдинська хатня миша           | Mus musculus muralis              | 1930      | острова Сент-Кілда               |
| Рисовий хом'як Дарвіна               | Nesoryzomys darwini               | 1930      | Галапагоські острови             |
| Миша Гульда                          | Pseudomys gouldii                 | 1856-1857 | Австралія                        |
| Хом'ячок Пембертона                  | Peromyscus pembertoni             | 1931      | острів Сан Педро Ноласко         |
| Малий хмизогніздний пацюк            | Leporillus apicalis               | 1933      | Австралія                        |
| Сантакруський хом'ячок               | Nesoryzomys indefessus            | 1934      | Галапагоські острови             |
| Бавовнова миша Чедвик-Біч            | Peromyscus gossypinus restrictus  | 1938      | Флорида                          |
| Міндорський пацюк                    | Crateromys paulus                 | 1953      | Філіппіни                        |
| Острівна хутія                       | Geocapromys thoracatus            | 1950-ті   | острови Сісне                    |
| Сіро-голуба миша                     | Pseudomys glaucus                 | 1956      | Австралія                        |
| Бліда пляжна миша                    | Peromyscus polionotus decoloratus | 1959      | Флорида                          |

## Зайцеподібні
| Українська назва  | Латинська назва | Вимер | Ареал             |
| ----------------- | --------------- | ----- | ----------------- |
| Сардинська піщуха | Prolagus sardus | 1774  | Корсика, Сардинія |

## Землерийкоподібні
| Українська назва                 | Латинська назва         | Вимер        | Ареал                            |
| -------------------------------- | ----------------------- | ------------ | -------------------------------- |
| Щілезуб Маркано                  | Solenodon marcanoi      | 1500-ті роки | '                                |
| Незофонти (рід)                  | Nesophontes             | 1500-ті роки | Куба, Гаїті                      |
| Білозубка острова Різдва         | Crocidura trichura      | 1985         | острів Різдва (Індійський океан) |
| Балеарська землерийка            | Nesiotites hidalgo      |              | Балеарські острови               |
| Сардинська гігантська землерийка | Nesiotites similis      |              | Сардинія                         |
| Очеретяна землерийка             | Sorex ornatus juncensis | 1905         | Каліфорнія                       |

## Кажани
| Українська назва                    | Латинська назва        | Вимер     | Ареал                                 |
| ----------------------------------- | ---------------------- | --------- | ------------------------------------- |
| Пуерториканський квітковий листоніс | Phyllonycteris major   | ?         | Пуерто-Рико                           |
| Чорнувата летюча лисиця             | Pteropus subniger      | 1864-1873 | Реюньйон, Маврикій                    |
| Гуамська летюча лисиця              | Pteropus tokudae       | 1968      | Гуам                                  |
| Темна летюча лисиця                 | Pteropus brunneus      | 1874      | острів Персі (коло Маккая, Австралія) |
| Палауська летюча лисиця             | Pteropus pilosus       | 1874      | Палау                                 |
| Сантакруський крилан                | Nyctimene sanctacrucis | 1907      | Соломонові острови                    |
| Футлярокрил великий                 | Mystacina robusta      | 1988      | Нова Зеландія                         |
| Довговухий австралійський гладконіс | Nyctophilus howensis   | 1996      | Австралія                             |
| Нетопир Стерді                      | Pipistrellus sturdeei  | 2000      | Японія                                |
| Нетопир острова Різдва              | Pipistrellus murrayi   | 2009      | острів Різдва (Індійський океан)      |

## Парнокопитні
| Українська назва                            | Латинська назва                      | Вимер                 | Ареал             |
| ------------------------------------------- | ------------------------------------ | --------------------- | ----------------- |
| Південний бородавочник                      | Phacochoerus aethiopicus aethiopicus | 1900                  | Південна Африка   |
| Тур                                         | Bos primigenius                      | 1627                  | Польща            |
| Кавказький зубр                             | Bison bonasus caucasicus             | 1927                  | Кавказ            |
| Карпатський зубр                            | Bison bonasus hungarorum             | 1790                  | Карпати           |
| Канадський благородний олень                | Cervus canadensis canadensis         | 1887                  | США               |
| Благородний олень Мерріема                  | Cervus canadensis merriami           | 1913                  | США               |
| Блакитна антилопа                           | Hippotragus leucophaeus              | 1799                  | Південна Африка   |
| Північноафриканський конгоні                | Alcelaphus buselaphus buselaphus     | 1945-1954             | Північна Африка   |
| Олень Шомбурга                              | Rucervus schomburgki                 | 1938                  | Таїланд           |
| Кавказький лось                             | Alces alces caucasicus               | середина XIX століття | Кавказькі гори    |
| Єменська газель                             | Gazella bilkis                       | 1951                  | Ємен              |
| Саудовська газель                           | Gazella saudiya                      | 1980-ті               | Саудівська Аравія |
| Піренейський козеріг, португальський підвид | Capra pyrenaica lusitanica           | 1892                  | Португалія        |
| Піренейський козеріг, іспанський підвид     | Capra pyrenaica hispanica            | 2000                  | Піренеї           |
| Вісайська бородавчата свиня                 | Sus cebifrons cebifrons              | 2000                  | Філіппіни         |

## Хижаки
| Українська назва        | Латинська назва          | Вимер        | Ареал                                |
| ----------------------- | ------------------------ | ------------ | ------------------------------------ |
| Фолклендська лисиця     | Dusicyon australis       | 1876         | Фолклендські острови                 |
| Морська норка           | Neovison macrodon        | 1894         | Північна Америка                     |
| Японський морський лев  | Zalophus japonicus       | 1970-ті роки | Японія                               |
| Карибський тюлень-монах | Neomonachus tropicalis   | 1952         | Ямайка                               |
| Атласький ведмідь       | Ursus arctos crowtheri   | 1870         | гори Атлас                           |
| Берберійський лев       | Panthera leo leo         | 1922         | Північна Африка                      |
| Вовк Хоккайдо           | Canis lupus hattai       | 1889         | острів Хоккайдо                      |
| Вовк Хонсю              | Canis lupus hodophilax   | 1905         | острів Хонсю                         |
| Вовк Каскадних гір      | Canis lupus fuscus       | 1940         | Британська Колумбія                  |
| Вовк острова Банкс      | Canis lupus bernardi     | 1920         | острова Банкс і Вікторія             |
| Балійський тигр         | Panthera tigris balica   | 1940-ві роки | Балі                                 |
| Мексиканський грізлі    | Ursus arctos nelsoni     | 1960-ті роки | Мексика                              |
| Закавказький тигр       | Panthera tigris virgata  | 1970-ті роки | Середня Азія, північний Іран, Кавказ |
| Яванський тигр          | Panthera tigris sondaica | 1976         | Ява                                  |
| Східна пума             | Puma concolor couguar    | 2011         | схід США                             |
| Японська річкова видра  | Lutra lutra whiteleyi    | 2012         | Японія                               |

## Примати
| Українська назва          | Латинська назва          | Вимер        | Ареал      |
| ------------------------- | ------------------------ | ------------ | ---------- |
| Мегаладапіси (рід)        | Megaladapis              | бл. 1500 (?) | Мадагаскар |
| Палеопропітек колосальний | Palaeopropithecus ingens | ~1620        | Мадагаскар |

## Непарнокопитні
| Українська назва        | Латинська назва           | Вимер | Ареал                 |
| ----------------------- | ------------------------- | ----- | --------------------- |
| Квага                   | Equus quagga quagga       | 1883  | Південна Африка       |
| Тарпан                  | Equus ferus ferus         | 1909  | Євразія               |
| Сирійський дикий осел   | Equus hemionus hemippus   | 1927  | Аравійський півострів |
| Західний чорний носоріг | Diceros bicornis longipes | 2006  | Західна Африка        |